# Röthenbach an der Pegnitz
Röthenbach an der Pegnitz es una ciudad situada en el distrito de País de Núremberg, en el estado federado de Baviera (Alemania), con una población a finales de 2016 de unos 11 977 habitantes.
Se encuentra ubicada en la zona centro-norte del estado, en la región de Franconia  Media, a poca distancia de la ciudad de Núremberg y del río Pegnitz —un afluente del río Meno que a su vez, lo es del Rin—.